# クルーズ川
クルーズ川（フランス語: Creuse、フランス語発音: [kʁøz] ( 音声ファイル)、オック語: Cruesa）は、フランス西部を流れる全長263キロメートルの河川。中央高地の北西に伸びたミルヴァシュ高原に源を発し、ヴィエンヌ川に合流する。

## 流路
下記の県や都市を経て、北西方向に流れる。
- クルーズ県（県名の由来となった） - オービュッソン
- アンドル県 - アルジャントン＝シュル＝クルーズ、ル・ブラン
- アンドル＝エ＝ロワール県 - イズール＝シュル＝クルーズ、デカルト
- ヴィエンヌ県 - ラ・ロッシュ＝ポゼ

シャテルローの北およそ20キロメートルの地点で、ヴィエンヌ川にそそぐ。クルーズ川で最大の支流は、ラ・ロッシュ＝ポゼで合流するガルタン川である。
クルーズ川の渓谷は、アルマン・ギヨマンやアルフレッド・スミスなどのいわゆるクロザン派の画家の題材となった。

## ダム
クルーズ川には6カ所のダムがある。そのうち3カ所はクルーズ県にあり、アンゼーム上流のシャンボン＝サント＝クロワに1カ所、ル・ブール＝ダム近くのレ・シェゼルに1カ所、ラ・セル＝デュノワーズ上流のラジュに1カ所ある。残る3カ所はアンドル県内で、なかでも1926年に開業したエギュゾン・ダムは欧州最大のダムである。ダム湖は観光地として人気で、人工の砂浜やレジャー施設が設けられている。

## 主な支流
| 左岸 - ボーズ川 (Beauze) - セデイユ川 (Sédelle) - ガルタン川 (Gartempe) | 右岸 - ロジーユ川 (Rozeille) - 小クルーズ川 (Petite Creuse) - ブザンヌ川 (Bouzanne) - ブザントゥイユ川 (Bouzanteuil) - シュアン川 (Suin) - クレーズ川 (Claise) - エスヴェス川 (Esves) |